# Ge 6/6 I
Rhaetin Railway Ge 6/6 I — швейцарский электровоз переменного тока типа «крокодил». Производился с 1921 по 1929 годы, но эксплуатируется с начала 1960-х по настоящее время. Производились эти локомотивы специально для Ретийской железной дороги.

## История создания
Локомотив разрабатывался для замены железнодорожных фуникулёров Ge 2/4 и Ge 4/6. Проект был составлен в 1920 году. Пробный локомотив был собран заводом SLM в 1921 году. Однако эксплуатация локомотивов по неустановленным причинам началась гораздо позже, в начале 1960-х. В начале 1990-х эксплуатация прервалась и возобновилась в начале 2000-х, но с того момента его эксплуатировали уже как туристический поезд.

## В культуре
- Присутствует в играх «Railroad Tycoon» и «Railroads!» под названием Ge 6/6 Crocodile.